# تنغستات الرصاص
تنغستات الرصاص مركب كيميائي من الرصاص والتنغستن والأكسجين صيغته PbWO4 والذي ينتمي إلى مجموعة التنغستات؛ ويوجد في الشروط القياسية على شكل صلب بلوري.

## الوفرة الطبيعية
يمكن للمركب أن يوجد طبيعياً في معدن شتولتزيت Stolzite وكذلك في معدن راسبيت Raspite

## التحضير
يمكن أن تحضر بلورة أحادية من تنغستات الرصاص وفق أسلوب عملية تشوخرالسكي أو وفق طريقة بريدجمان-ستوكبارغر Bridgman–Stockbarger technique من كميات متناسبة من مصهور أكسيد الرصاص الثنائي وثلاثي أكسيد التنغستن:
{\displaystyle \mathrm {PbO+WO_{3}\ \longrightarrow {}\ PbWO_{4}} }

## الخواص
يوجد المركب في الشروط القياسية على شكل بلورات عديمة اللون، غير منحلة في الماء، والتي لها درجة انصهار مرتفعة مقدارها 1123°س.

## الاستخدامات
يستخدم تنغستات الرصاص في تركيب الوماضات المقاومة للأشعة في أجهزة قياس طاقة الجسيمات دون الذرية.